# 寶貝虹銀漢魚
寶貝虹銀漢魚，為輻鰭魚綱銀漢魚目虹銀漢魚科的其中一種，分布於印尼淡水流域，為熱帶魚類，體長可達6.4公分，棲息在森林覆蓋的溪流底中層水域，生活習性不明。

## 擴展閱讀
維基物種上的相關：寶貝虹銀漢魚